# Amara insularis
Amara insularis är en skalbaggsart som beskrevs av Horn. Amara insularis ingår i släktet Amara och familjen jordlöpare. Inga underarter finns listade i Catalogue of Life.